# みえなか農業協同組合
みえなか農業協同組合（みえなかのうぎょうきょうどうくみあい）は、三重県松阪市に本店を置き、中勢地区を管区とする農業協同組合。2021年に当時の三重中央農業協同組合、松阪農業協同組合、一志東部農業協同組合の3組合が合併して発足した。本稿では組織上の前身である「三重中央農業協同組合」についても述べる。

## 概要
2018年11月に県下中勢地区の三重中央、松阪、一志東部に津安芸、多気郡の5JAで合併研究会を設立。その後、後2者は協議から離脱。
2020年9月に3JAでの合併予備契約に調印し、調印式での記者会見で新JAの名称を「JAみえなか」と発表した。合併に当たっては対等の精神で合併するとし、手続き上はJA三重中央を存続法人として松阪と一志東部の両JAを吸収合併したうえで改称する。統合後の本店は旧JA松阪本店とし、初代の代表理事組合長にはJA三重中央の前田組合長が就任する。営業管轄地域は津市の久居地区以南と松阪市全域。
管内は三重県のほぼ中央に位置し、西側は奈良県境に接し、東部は伊勢湾に面している。稲作と野菜を中心に、果実、畜産などが幅広く行われており、「松阪牛」の発祥地でもある。
合併後の組合員数合計は3万2,823人と県内第3番目、貯金残高は4,237億円と県内第4番目の規模である。

## 事業所

### 本支店・サテライト店
※サテライト店には店舗コード欄に（）つきで母店の店舗コードを記載
| 店舗コード | 店舗名       | 所在地                        | 旧所属       | 備考                             |
| ---------- | ------------ | ----------------------------- | ------------ | -------------------------------- |
| 001        | 大井支店     | 三重県津市一志町大仰369-1     | 旧JA三重中央 |                                  |
| 002        | 一志支店     | 三重県津市一志町田尻595-13    | 旧JA三重中央 | 旧JA三重中央本店に所在           |
| 003        | 川合支店     | 三重県津市一志町八太579-1     | 旧JA三重中央 |                                  |
| 004        | 波瀬支店     | 三重県津市一志町波瀬4327-1    | 旧JA三重中央 |                                  |
| 008        | 美杉支店     | 三重県津市美杉町八知5525      | 旧JA三重中央 |                                  |
| (008)      | やまびこ店   | 三重県津市美杉町奥津1165      | 旧JA三重中央 | 母店:美杉支店 ※金融窓口なし      |
| 015        | 白山支店     | 三重県津市白山町川口893       | 旧JA三重中央 |                                  |
| 017        | 白山北支店   | 三重県津市白山町二本木2293-1  | 旧JA三重中央 |                                  |
| 022        | 久居支店     | 三重県津市久居新町1083-1      | 旧JA三重中央 |                                  |
| 027        | 久居西支店   | 三重県津市庄田町2383          | 旧JA三重中央 |                                  |
| (050)      | 権現前店     | 三重県松阪市嬉野権現前町464-5 | 旧JA一志東部 | 母店:嬉野支店、 旧JA一志東部本店 |
| 050        | 嬉野支店     | 三重県松阪市嬉野中川新町4-156 | 旧JA一志東部 | 旧JA一志東部中川支店             |
| 052        | 三雲支店     | 三重県松阪市曽原町666         | 旧JA一志東部 | 旧JA一志東部三雲天白支店         |
| 053        | 香良洲支店   | 三重県津市香良洲町1863-8      | 旧JA一志東部 |                                  |
| 060        | いざわ支店   | 三重県松阪市射和町字宮本582-1 | 旧JA松阪     |                                  |
| 061        | くしだ支店   | 三重県松阪市豊原町1057-1      | 旧JA松阪     |                                  |
| 062        | くろべ支店   | 三重県松阪市東黒部町天神1     | 旧JA松阪     |                                  |
| 063        | 神戸支店     | 三重県松阪市垣鼻町1573-5      | 旧JA松阪     |                                  |
| (063)      | 花岡店       | 三重県松阪市大黒田町823-3     | 旧JA松阪     | 母店:神戸支店                    |
| 065        | 笹川支店     | 三重県松阪市笹川町2205        | 旧JA松阪     |                                  |
| (065)      | 大足店       | 三重県松阪市大足町335-1       | 旧JA松阪     | 母店:笹川支店                    |
| 067        | 松江支店     | 三重県松阪市西之庄町228       | 旧JA松阪     |                                  |
| (067)      | 伊勢寺店     | 三重県松阪市八重田町173-1     | 旧JA松阪     | 母店:松江支店                    |
| (067)      | 阿坂店       | 三重県松阪市小阿坂町314-4     | 旧JA松阪     | 母店:松江支店                    |
| (070)      | 港店         | 三重県松阪市荒木町18-1        | 旧JA松阪     | 母店:市支店                      |
| 070        | 市支店       | 三重県松阪市郷津町140-1       | 旧JA松阪     |                                  |
| (072)      | 深野店       | 三重県松阪市飯南町深野585-4   | 旧JA松阪     | 母店:粥見支店                    |
| 072        | 粥見支店     | 三重県松阪市飯南町粥見4474-1  | 旧JA松阪     |                                  |
| 074        | いいたか支店 | 三重県松阪市飯高町粟野160-1   | 旧JA松阪     |                                  |
| 100        | 本店         | 三重県松阪市豊原町1043-1      |              | 旧JA松阪本店に所在               |

### 農産物直売所
- ふれあいマーケット ぬくいの郷[6]

所在地: 津市白山町中ノ村94-1
- きっする黒部[7]

所在地: 松阪市東黒部町天神1

### 郷土資料館
- 郷土資料館

所在地：三重県津市一志町高野1204-1
開館日:土曜日9:30-16:00、平日は事前予約の場合のみ見学可。
旧一志町農協20周年記念事業として開設。その後運営元は合併に伴い旧三重中央農協を経てみえなか農協に受け継がれた。一志町のくらしや農具に関する展示を行っている。

## 三重中央農業協同組合
三重中央農業協同組合（みえちゅうおうのうぎょうきょうどうくみあい、通称:JA三重中央）は、三重県津市に本店を置いていた農業協同組合。

### 沿革
- 平成元年2月：一志町農協・美杉村農協・白山町農協・久居市農協が合併し三重中央農業協同組合を設立
- 平成4年4月：愛称が「JA三重中央」になる
- 平成7年8月：(株)あぐりネット三重中央設立
- 令和3年4月：三重中央農協・松阪農協・一志東部農協が合併しみえなか農協を設立